# Casas Bajas
Casas Bajas (em castelhano e oficialmente) ou Cases Baixes (em valenciano) é um município da Espanha na província de Valência, Comunidade Valenciana. Tem 22,6 km² de área e em 2021 tinha 164 habitantes (densidade: 7,3 hab./km²).

## Demografia
| Variação demográfica do município entre 1991 e 2004 | Variação demográfica do município entre 1991 e 2004 | Variação demográfica do município entre 1991 e 2004 | Variação demográfica do município entre 1991 e 2004 |
| --------------------------------------------------- | --------------------------------------------------- | --------------------------------------------------- | --------------------------------------------------- |
| 1991                                                | 1996                                                | 2001                                                | 2004                                                |
| 329                                                 | 316                                                 | 273                                                 | 243                                                 |